# Vaza de la Skarpsalling
Vaza de la Skarpsalling este un vas din pământ ars vechi de peste 3.200 de ani. A fost descoperită într-un mormânt cu culoar din Skarp Salling, în câmpia Oudrup Hede, la 18 km nord-vest de Aars, în Himmerland, Iutlanda, Danemarca. Ornamentele și perfecțiunea tehnică a acestui vas îl fac 
„cea mai frumoasă ceramică din epoca de piatră, din nordul Alpilor.”
 Cu excepția unui mic ciob, vasul a ajuns până la noi practic intact.

## Interpretare
Această vază are o înălțime de 19,5 cm. Forma și ornamentele sale permit asocierea acesteia cu faza numită Troldeberg, care marchează începutul erei megalitice a Culturii vaselor în formă de pâlnie. Decorațiunile orientate orizontal includ o friză cu motive verticale alternante, care acoperă o suprafață largă hașurată. Motivul principal este format din benzi verticale largi, simple, dar bine definite, care se potrivesc perfect cu meridianele. Ornamentele au fost realizate cu vârful unei cochilii și al unui oscior de pasăre. Două agrafe mari orizontale permiteau agățarea acestui vas.
Vaza a fost descoperită în vara anului 1891 (adică în același an cu cazanul de la Gundestrup) într-o pajiște de 32 de hectare. În 1892, a fost adăugată colecțiilor Muzeului Național al Danemarcei. Zona situată la sud și sud-est de Løgstør este una dintre cele mai bogate în morminte cu culoar din Danemarca. Aproape toate au dispărut odată cu construirea drumurilor și apoi a căii ferate, între sfârșitul secolului al XVIII-lea și începutul secolului al XIX-lea.
În 1935, a fost descoperit un tumul în mijlocul unei păduri de brazi. Acesta avea inițial o lungime de 25 m și o înălțime de 3-4 metri. La una dintre extremități se afla o groapă adâncă de 5-6 metri, care a putut fi identificată ca fiind urma unui hipogeu cu un culoar de 5 m lungime.

## Notafilie
Din 2009, vasul apare pe bancnotele cu valoarea nominală de 50 de coroane daneze.